# Alle Sozialversicherten und Rentner Deutschlands
Alle Sozialversicherten und Rentner Deutschlands (Rentnerpartei; Kurzbezeichnung: ASD) war eine politische Partei in der Bundesrepublik Deutschland. Sie wurde am 15. Oktober 1982 unter dem Namen Arbeits-Solidargemeinschaft der Rentner, Angestellten und Arbeiter gegründet und wegen politischer Erfolglosigkeit durch Mitgliederbeschluss zum Jahresende 1989 wieder aufgelöst. Die ASD wollte vorrangig die sozialpolitischen Interessen von Sozialversicherten und Rentnern vertreten. Ihre Wahlbewerber waren fast ausnahmslos im Rentenalter.
Sie trat zur Bundestagswahl 1987 an, hatte jedoch nur in der Freien Hansestadt Bremen eine Liste aufgestellt. Die ASD erzielte 1834 Stimmen. Dies entsprach < 0,005 % auf Bundesebene und 0,4 % im Land Bremen. In Niedersachsen und Hessen kandidierte sie nur in einigen Wahlkreisen.
Die ASD nahm 1983 und 1987 an den Wahlen zur Bremischen Bürgerschaft teil und erreichte 1983 1,0 % der Stimmen, 1987 0,54 %. Das beste Ergebnis erzielte die ASD 1983 im Wahlbereich Bremerhaven mit 1,71 %.
Parteivorsitzender von 1983 bis 1989 war Franz Gerhard Griep aus Bremerhaven.